# لوريس بطئ فلبيني
لوريس بطئ فلبيني هو نوع من لوريس بطيء يعيش في شمال وشرق المناطق الساحلية لجزيرة بورنيو وأرخبيل سولو في الفلبين.